# Michael Heidt
Michael Heidt, dit Mike, (né le 4 novembre 1963 à Calgary) est un joueur professionnel canadien de hockey sur glace qui évoluait au poste de défenseur.

## Carrière
Mike Heidt commence sa carrière dans les Wranglers de Calgary en Ligue de hockey de l’Ouest. Il est pris par les Kings de Los Angeles lors du repêchage d'entrée dans la LNH 1982, dans la 2e ronde, à la 27e place. Durant la saison 1983-1984, il joue quelques matchs en LNH puis avec les clubs-écoles de la franchise.
En 1986, il vient en Europe, en seconde division allemande au sein du SV Bayreuth, où il reste deux saisons et demie. Après quelques mois à l'EC Hedos Munich, il rejoint le niveau élite dans les SERC Wild Wings qu'il quitte après deux saisons pour les Starbulls Rosenheim. À la fin de la saison 1991-1992, il est élu meilleur défenseur du championnat. Après avoir obtenu un passeport allemand, il rejoint le Mannheimer ERC qui devient les Adler Mannheim lors de la professionnalisation du championnat en 1994. Il termine sa carrière dans l'EV Landshut à la fin de la saison 1997-1998.
Avec l'équipe d'Allemagne de hockey sur glace, Mike Heidt participe aux Jeux olympiques de 1992 ainsi qu'aux championnats du monde de hockey sur glace 1992 et 1996. Il fait aussi partie de l'équipe allemande durant la Coupe du monde de hockey 1996.